# The Violents
The Violents var en musikgrupp från Stockholm, Sverige, bildad 1959.
Från början bestod gruppen av Rolf Hammarström, född 18 januari 1943 (gitarr), Lennart Carlsmyr, född 23 mars 1942 (bas), Tord Jonsby, (1942–1988) (trummor) och Hasse Rosén (gitarr). År 1961 ersattes Jonsby av Johnny Landenfeldt, 1962 lämnade Hammarström och Carlsmyr gruppen och ersattes av Tonny Lindberg och Jan-Olof Darlington. 1963 kom nästa byte då Rosén och Darlington lämnade gruppen, och ersattes av Rune Wallebom och Billy Gezon. 1965 ersattes Wallebom och Lindberg av Staffan Berggren från Shanes och Johnny Lundin från The Wild Ones.
The Violents var främst influerade av engelska gitarrgruppen The Shadows. 1961 fick The Violents en stor hit med Alpens ros, som gick upp till femte plats på Tio i topp-listan. Uppföljaren Kors på Idas grav blev dock ingen hit. 1962 släpptes singeln Liebestwist som bannlystes i Sveriges Radio, eftersom den ansågs vara en kränkning av ett klassiskt verk: Liebestraum av Franz Liszt.
1962 skaffade gruppen en sångare, Jerry Williams, som snart blev frontfigur. På första singeln med honom, Darling Nelly Grey, presenterades de som Jerry Williams & The Violents.
The Violents upplöstes 1966.